# Закон України «Про доступ до публічної інформації»
Зако́н Украї́ни «Про дос́туп до публі́чної інформа́ції» — визначає порядок здійснення та забезпечення права кожного на доступ до інформації, що знаходиться у володінні суб'єктів владних повноважень, інших розпорядників публічної інформації, визначених цим Законом, та інформації, що становить суспільний інтерес.

## Авторство
Автор закону — Андрій Шевченко. Законопроєкт розроблений низкою громадських організацій та окремих активістів.

## Ухвалення
Закон ухвалено 13 січня 2011 року і зареєстровано за N 2939-VI.
Набув чинності 9 травня 2011 року.